# Le Pauvre Henri
Le Pauvre Henri (en allemand : Der arme Heinrich) est un poème narratif, rédigé en  moyen haut allemand, du poète médiéval Hartmann von Aue. Il a probablement été écrit dans les années 1190 et est considéré comme l'avant-dernier des quatre ouvrages épiques de Hartmann.
Ce court récit en vers qui a pour sujet un chevalier du sud de l'Allemagne à qui Dieu a infligé la lèpre et qui ne peut être guéri que par le sang d'une vierge qui se sacrifie pour lui, entremêle des schémas narratifs courtois et religieux : à la fin du XIIe siècle, il n'existe presque pas d'autres récits de ce genre.

## Contenu
Le récit est précédé d'un court prologue où figurent les principales informations disponibles sur Hartmann von Aue. Heinrich (Henri), un jeune baron d'Ouwe en Souabe, est un homme riche et de haut rang. Il incarne les vertus chevaleresques (êre, stæte, triuwe, milte : honneur, constance, fidélité et humilité) et les manières courtoises (zuht), et est aussi ménestrel (und sanc vil wol von minnen, v. 71).
Henri est déchu de cette vie idéale lorsque Dieu le marque de la lèpre et que ceux qui l'entourent se détournent de lui avec peur et dégoût. Contrairement au Job biblique, Henri ne s'en accommode pas et consulte des médecins à Montpellier, dont aucun ne peut l'aider. À la célèbre école de Salerne dans le sud de l'Italie, il apprend d'un médecin qu'il existe un remède : seul le sang d'une vierge en âge de se marier, qui se sacrifie volontairement pour lui, peut le guérir. Désespéré et sans espoir de guérison, le chevalier lépreux revient, fait don de la plupart de ses biens et se retire dans une grange de son domaine.
Entre en scène la fille du fermier. L'enfant (d'après le manuscrit A elle a huit ans, d'après le manuscrit B douze ans) n'a pas peur d'Henri et de sa maladie incurable et devient son compagnon dévoué. Bientôt, Henri l'appelle par espièglerie sa fiancée (gemahel). Lorsqu'elle découvre après trois ans qu'elle est le seul remède pour lui, elle est déterminée à donner sa vie pour lui. Elle veut se sacrifier pour lui car elle croit que c'est le seul moyen d'échapper à la vie pécheresse et d'accéder à la vie éternelle au côté de Dieu. Elle convainc ses parents et Henri d'accepter son sacrifice comme voulu par Dieu, par un discours dont l'inspiration est attribué au Saint-Esprit.
Henry et la fille se rendent à Salerne. Lorsque le médecin, qui avait auparavant tenté en vain de dissuader la jeune fille de l'opération, veut lui trancher le cœur et qu'Henri voit la jeune fille allongée nue et attachée sur la table d'opération à travers une fente de la porte, il intervient au dernier instant. Comparant sa beauté à son corps défiguré, il se rend compte de la monstruosité de l'entreprise. Par cette soudaine conversion intérieure, il gagne un nouveau courage, niuwen muot, v. 1235, et accepte la lèpre comme la volonté de Dieu. La fille perd alors son sang-froid ; elle se voit privée de la vie éternelle, reproche à Henri de ne pas vouloir la laisser mourir et le traite de couard.
Sur le chemin du retour, Henri guérit miraculeusement et rentre chez lui avec la fille, où ils se marient tous les deux malgré leur différence de statut. Il retrouve sa position sociale, et le père de la fille devient un fermier libre. Henrich et son épouse accèdent tous deux au bonheur éternel.

## Réception

### Le Pauvre Henri dans l'œuvre de Hartmann

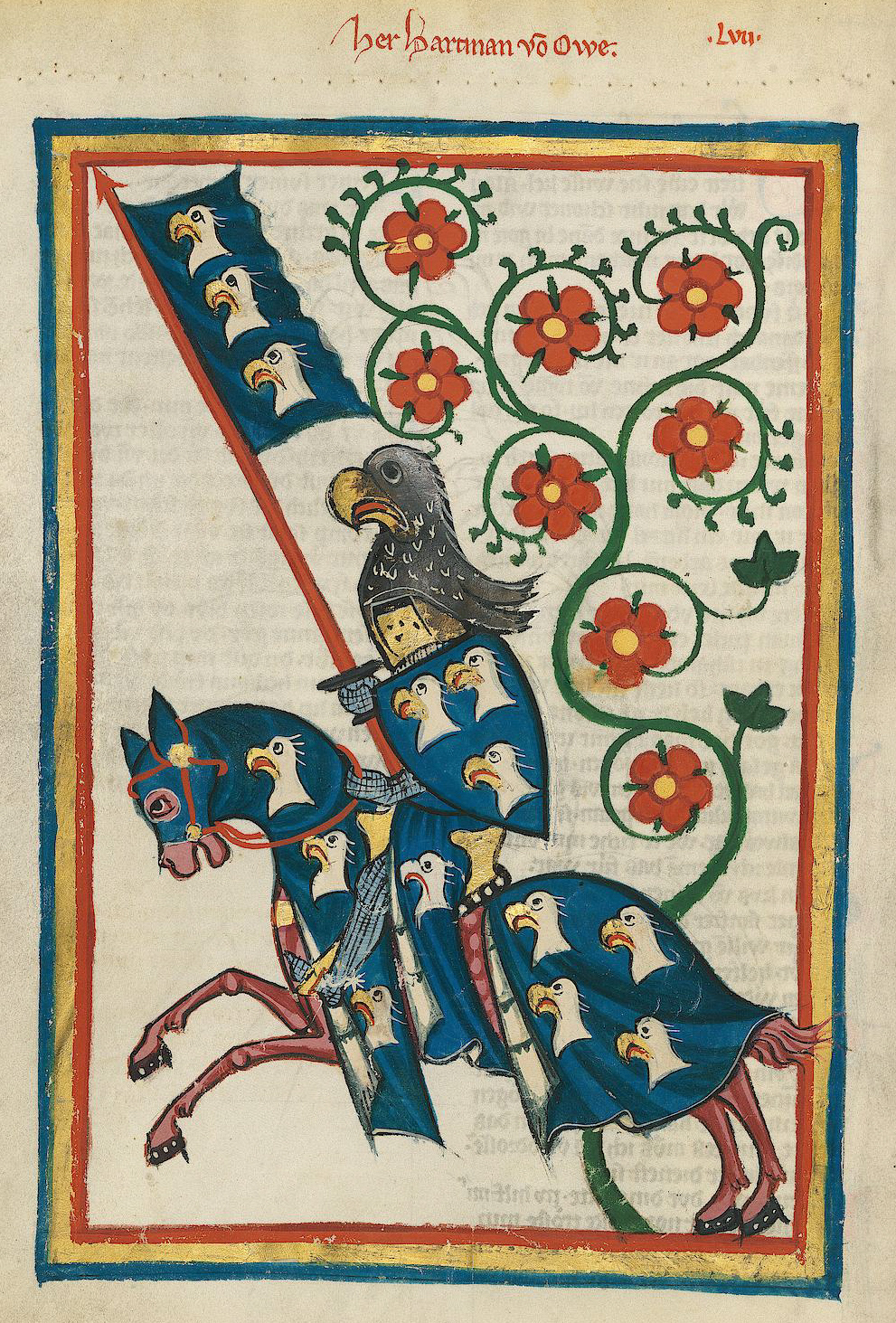
Herr von Aue (miniature idéalisée dans le Codex Manesse, fol. 184v, vers 1300)

La date de rédaction du Pauvre Henri ne peut être que très approximativement estimée : Erec et Enide, de Chrétien de Troyes, le modèle français du premier roman de Hartmann, Erec, est probablement connu du public littéraire vers 1165. On suppose que Hartmann émerge comme auteur vers 1180. Tous les récits en vers de Hartmann sont connus au plus tard en 1205-10, car Wolfram von Eschenbach fait référence à Iwein dans Parzival, le dernier roman de Hartmann. Le Pauvre Henri peut être classé comme, probablement, son avant-dernière œuvre.
Dans la chronologie des œuvres de Hartmann, Le Pauvre Henri est la troisième de ses quatre œuvres narratives majeures pour des raisons stylistiques. Au début de son œuvre épique se dresse le roman arthurien Erec, suivi de l'histoire légendaire de Gregorius. Le dernier ouvrage est le deuxième roman arthurien de Hartmann, Iwein, qui a peut-être commencé peu de temps après l'Erec et n'a été achevé que plus tard. On ne compte pas ici le Minnesang et les chansons de croisade de Hartmann, le court poème en vers Le Recueil des Complaintes est lui généralement placé avant les quatre récits de Hartmann.

### Matière et source
Dans le prologue, Hartmann parle d'histoires trouvées dans des livres et qu'il veut maintenant raconter. Cependant, de telles sources n'ont pas été trouvées dans la littérature allemande, française ou latine du Moyen Âge, il faut donc supposer que cette source est fictive et vise à souligner la dignité de l'histoire. Les récits latins Henricus pauper et Albertus pauper du XIVe et XVe siècle ne sont probablement pas à l'origine du Pauvre Henri, mais y trouvent au contraire leur source.
Un motif traditionnel sous-tend la narration : dans la Bible, c'est Job qui est éprouvé par la lèpre par la volonté de Dieu. La guérison surnaturelle de la lèpre est présente dans la légende de Saint Sylvestre, dans Ami et Amile ou dans l'Engelhard de Konrad von Würzburg.

### Approches interprétatives
Les conditions dans lesquelles l'œuvre est parvenue à l'époque moderne ont conduit à certaines ambiguïtés, qui concernent principalement la paysanne sans nom. Le manuscrit A donne un âge de huit ans lorsque Henri arrive au Meierhof, dans le manuscrit B, elle a douze ans (v. 303). On ne sait pas non plus si la fille qui doit se sacrifier est erbære ("respectable") et manbære ("mariable") (Manuscrit A, v. 225 et 447) ou vrîebære ("mariable") et verbære (? ) ( Manuscrit B). Le fragment E mentionne une maget (fille) qui est pleinement mariable (c.a.d une vierge pouvant se marier, v. 225).
La recherche n'a pas trouvé de réponses claires à certaines questions centrales. En particulier à la raison pour laquelle Dieu frappe Henri de la lèpre : cela peut être considéré comme une punition pour la vie que mène Henri - c'est ainsi qu'Henri le comprend, et la comparaison faite avec Absalom fait pencher pour cette explication. Elle peut aussi être une épreuve imposée par Dieu, comme la comparaison avec Job faite par le narrateur le laisse supposer. Contrairement à Job cependant, Henri n'accepte pas son sort au début, mais cherche la guérison puis se désespère.
Une autre question est le rôle de la fille. Le fait qu'elle reste anonyme la relègue à une position subalterne qui ne correspond pas à l'intrigue. Le monologue central, rhétoriquement et théologiquement argumenté, avec lequel elle persuade Henri et ses parents d'accepter son sacrifice est attribué à l'inspiration du Saint-Esprit. Mais sa motivation reste floue, on ne sait si elle agit par pure charité ou pour acheter son propre salut, comme cela est suggéré à plusieurs reprises.
À la fin du roman, elle se résigne à un rôle de soutien, mais pas avant d'avoir accédé à un statut social plus élevé grâce au mariage (selon les mots de Henri : nû ist sî vrî als ich dâ bin, la voilà maintenant aussi libre que je le suis, v. 1497). Le statut des protagonistes laisse surtout des questions ouvertes : la vie de l'aristocrate Henri parmi les paysans non libres, qui sont finalement affranchis peut être lue comme une utopie sociale ; tout aussi utopique est la promotion d'une paysanne au rang d'épouse légitime d'un baron.
La similitude de nom du baron Henri von Ouwe avec Hartmann von Aue est frappante. Cela a été considéré comme une transfiguration de son histoire familiale, de sa condition servile de ministériel, puisque le mariage d'Henri avec la paysanne aurait entraîné la perte de la noblesse pour sa famille - un point sur lequel il ne dit mot. On pourrait aussi relier l'histoire d'Henri à un éventuel mécène de Hartmann, mais cela est moins plausible en raison de cette même perte de statut après le mariage.

### Le genre littéraire
Un problème pour la recherche est l'affiliation générique du Pauvre Henri. Le récit relativement court, 1520 vers, est d'une part proche de la littérature sacrée, des légendes, des exemples ou des miracles, mais il présente d'autre part des traits du roman courtois. La dimension religieuse domine le récit, mais bien qu'Henri soit converti et miraculeusement guéri, il ne devient pas un saint. Les analogies avec la forme du conte merveilleux sont nettes, bien que l'aspect religieux ne figure habituellement pas dans ce type de conte.
On peut ainsi considérer le Pauvre Henri comme une forme particulière de récit miraculeux courtois. En l'absence de classification claire, on le désigne techniquement comme « distique épique mineur », ou  « poésie rimée ».
On qualifie souvent Le Pauvre Henri de roman court, bien que ce terme ne soit généralement utilisé que pour des histoires plus courtes de la fin du Moyen Âge ou de la Renaissance. C'est presque la seule œuvre de ce genre avant 1200, seul l'anonyme Moriz von Craûn peut être rapproché de ce style épique court. Il faudra attendre le milieu du XIIIe siècle, avec Meier Helmbrecht de Wernher der Gartenaere, pour voir une œuvre qui lui est clairement apparentée.

### Style et langue
Hartmann von Aue écrit comme les autres auteurs classiques de la période des Staufen, dans la soi-disant « langue poétique du moyen haut allemand », la première forme linguistique élaborée de l'histoire de la langue allemande. Ce n'est qu'au moyen Âge central qu'une forme écrite standardisée de l'allemand  s'élève au-dessus des dialectes : l'allemand courtois, le moyen haut allemand dit « classique ». Cette "langue poétique courtoise" se limite à la poésie de la société courtoise : elle n'est encore guère parlée (bien qu'elle fournisse la base de la langue familière élevée de la chevalerie), ce n'est pas une langue commune mais une langue écrite.
Le caractère rationnel de l'éthique de Hartmann se reflète dans le style et la structure de toutes ses œuvres ; cependant, l'œuvre que nous connaissons de lui ne correspond pas exactement à sa production, car elle a été copiée et modifiée d'innombrables fois.

## Production et édition

### Publication
La publication du Pauvre Henri a connu un chemin différent de celui des romans courtois plus étoffés, qui remplissaient généralement un livre à eux seuls. Le récit court, en revanche, est transmis dans des recueils de textes à la thématique large. Les trois exemplaires complets ont été découverts dans des collections de manuscrits de courtes épopées (Kleinepik), qui, en plus du Pauvre Henri, contiennent de courts ouvrages en rimes (contes en distiques rimés, récit d'accompagnement, discours rimés, poésie chantée). Ces types de texte se prêtaient à la réécriture, de sorte que le Pauvre Henri a été considérablement raccourci et édité par les compilateurs de manuscrits. Cela explique les différentes versions qui posent des problèmes d'interprétation et rendent difficile la recréation d'un texte proche de l'original.
Outre les trois manuscrits complets (A, Ba, Bb), il existe trois autres exemplaires du texte. Toutes les copies remontent à une période entre la première moitié du XIIIe siècle et la seconde moitié du XIVe, dans l'aire géographique de l'allemand supérieur. Le manuscrit A du monastère Saint-Jean de Strasbourg a brûlé en 1870 lorsque les troupes allemandes ont bombardé la ville pendant la guerre de 1870, de sorte que des copies antérieures ont dû être utilisées. Comme le montre la comparaison avec les fragments, ce manuscrit raccourcissait également le texte original de Hartmann, mais offrait néanmoins la meilleure source de transmission. Les deux autres manuscrits (Ba et Bb) diffèrent également du texte original. Les deux manuscrits transmettent la même version, puisque Bb a été copié de Ba.
Le fragment E n'a été trouvé qu'en 1964-65 et publié en 1969 . Les onze petites bandes de parchemin ont été utilisées dans le monastère de Benediktbeuern pour sceller les tuyaux d'orgue. Dans le cadre d'un test de plume, six vers ont été copiés dans un manuscrit du XIIIe siècle avec des commentaires sur Ovide et Cicéron (manuscrit F).
L'ouvrage a été traduit en latin et inclus dans deux collections latines du XIVe siècle.

### Historique des éditions
Les premières éditions du Pauvre Henri sont des copies basées sur le manuscrit A. Christoph Heinrich Myller le publie pour la première fois en 1784. Goethe a lu une traduction de Johann Gustav Gottlieb Büsching (Zurich, 1810) avec une « douleur physique-esthétique » car il trouvait le sujet de la lèpre répugnant, mais reconnaissait néanmoins la valeur du conte. Une édition des frères Grimm suit en 1815, pourvue d'un commentaire qui contribue à la diffusion du texte : ils considèrent l'œuvre comme une vieille « saga folklorique » allemande. En conséquence, de nombreuses adaptations et nouvelles éditions sont lancées dans le style des livres folkloriques. Karl Lachmann présente en 1820 une autre édition du manuscrit de Strasbourg.
La critique textuelle qui fit longtemps autorité est celle de Moriz Haupt en 1842, qui fut le premier à répertorier toutes les versions dans un apparat critique. L'édition de 1882 d'Hermann Paul dans l' Altdeutsche Textbibliothek est également basée sur Haupt, et a ensuite été retravaillée par Albert Leitzmann, Ludwig Wolff, Gesa Bonath et enfin Kurt Gärtner.
En 1913, Erich Gierach publie une copie des deux manuscrits les plus importants avec une analyse critique. Une autre édition synoptique des manuscrits A et B et de fragments, et un texte reconstitué à partir de ceux-ci, est présentée en 1974 par Heinz Mettke.
D'autres éditions sont celles de Wilhelm Wackernagel (1855), Friedrich Maurer (1958), Friedrich Neumann (1961, avec le récit des frères Grimm) et Helmut de Boor (1963). Volker Mertens fait paraître la dernière édition en 2004 dans la bibliothèque des classiques allemands (Bibliothek deutscher Klassiker). Des  fac-similés en noir et blanc de tous les manuscrits sont parus dans la série Litterae en 1971 et 1973.

### Réception moderne
Alors que le pauvre Henri n'est présent que dans quelques manuscrits médiévaux, il est à l'époque moderne le plus commenté des ouvrages de Hartmann. Les artistes romantiques et fin de siècle en particulier sont fascinés par la combinaison de motifs de sainteté, d'idylle rurale, de lèpre et d'érotisme. Une représentation dramatique de la jeune fille attachée à la table d'opération, le médecin à son côté avec son couteau, et Henri qui regarde par l'entrebâillement de la porte, est présente dans toutes les éditions, à l'exception des adaptations pour la jeunesse de Gustav Schwab.
Le Pauvre Henri est surtout connu par l'adaptation des frères Grimm qui a inspiré, entre autres, une longue ballade d'Adelbert von Chamisso (1839) ou un drame épique de l'Américain Henry Wadsworth Longfellow (La Légende dorée, 1851). L'œuvre est traduite en anglais par le préraphaélite Dante Gabriel Rossetti. Ludwig Uhland, Gustav Schwab, Karl Simrock, Conrad Ferdinand Meyer, Rudolf Borchardt, Will Vesper et bien d'autres l'ont également reprise, tous les genres littéraires étant représentés. Les adaptations les plus importantes sont celles du néoromantisme littéraire par Ricarda Huch avec son récit Der arme Heinrich de 1899 (contenu dans l'anthologie Fra Celeste) et Gerhart Hauptmann, avec « Der arme Heinrich » en 1902.
Le premier opéra de Hans Pfitzner est une mise en scène du Pauvre Henri sur un livret de James Grun (1895). Un cycle du nazaréen Joseph von Führich et des illustrations de Ludwig Richter se distinguent parmi les représentations picturales.
À partir des années 1920, l'intérêt pour le sujet décroît et trouve moins d'attention que la poésie héroïque germanique. Il en va de même dans l'après-guerre ou en 1968, l'ouvrage ne présentant pas de pertinence sociale. Ce n'est que dans les années 1990 que l'intérêt renaît avec Markus Werner (Bis bald, 1995 ; Der ägyptische Heinrich, 1999), Tankred Dorst (Die Legende vom Armen Heinrich, 1997), le poète Rainer Malkowski (1997) et August Kötzke.